# Tubilla del Agua
Tubilla del Agua é um município da Espanha na província de Burgos, comunidade autónoma de Castela e Leão, de área 76,688 km² com população de 188 habitantes (2007) e densidade populacional de 2,65 hab/km².
Fa parte d'a val da Rudrón.

## Demografia
| Variação demográfica do município entre 1991 e 2004 | Variação demográfica do município entre 1991 e 2004 | Variação demográfica do município entre 1991 e 2004 | Variação demográfica do município entre 1991 e 2004 |
| --------------------------------------------------- | --------------------------------------------------- | --------------------------------------------------- | --------------------------------------------------- |
| 1991                                                | 1996                                                | 2001                                                | 2004                                                |
| 166                                                 | 168                                                 | 178                                                 | 209                                                 |